# Hynek Kudrnáč
Hynek Kudrnáč byl rakouský a český politik, v 2. polovině 19. století poslanec Českého zemského sněmu a starosta Nového Bydžova.

## Biografie
V letech 1870–1877 a 1880–1886 byl starostou Nového Bydžova. Za jeho úřadování došlo k přestavbě interiérů radnice, jejíž zasedací síň byla v roce 1884 vyzdobena nástropními a nástěnnými malbami od místního malíře Ludvíka Nejedlého.
V 70. letech 19. století se zapojil i do zemské politiky. V doplňovacích volbách roku 1876 byl zvolen na Český zemský sněm v městské kurii (obvod Jičín – Nový Bydžov). Uspěl za svůj obvod i v řádných volbách roku 1878. Patřil k staročeské straně (Národní strana). Na sněmu setrval do roku 1881, kdy ho nahradil Alois Jansa.